# Stenopogon elongatus
Stenopogon elongatus är en tvåvingeart som först beskrevs av Johann Wilhelm Meigen 1804.  Stenopogon elongatus ingår i släktet Stenopogon och familjen rovflugor. Inga underarter finns listade i Catalogue of Life.